# Huapalegcan
Huapalegcan är en ort i Mexiko.   Den ligger i kommunen Xochitlán de Vicente Suárez och delstaten Puebla, i den sydöstra delen av landet, 160 km öster om huvudstaden Mexico City. Huapalegcan ligger 1 203 meter över havet och antalet invånare är 560.
Terrängen runt Huapalegcan är kuperad åt nordost, men åt sydväst är den bergig. Terrängen runt Huapalegcan sluttar norrut. Runt Huapalegcan är det ganska tätbefolkat, med 129 invånare per kvadratkilometer. Närmaste större samhälle är Olintla, 16,6 km norr om Huapalegcan. I omgivningarna runt Huapalegcan växer huvudsakligen savannskog.